# Danh sách tiểu hành tinh: 35001–36000
| Tên                                                  | Tên đầu tiên                                         | Ngày phát hiện                                       | Nơi phát hiện                                        | Người phát hiện                                      |                                                      |                                                      |                                                      |                                                      |                                                      |                                                      |                                                      |                                                      |                                                      |                                                      |                                                      |                                                      |                                                      |                                                      |                                                      |                                                      |                                                      |                                                      |                                                      |                                                      |                                                      |                                                      |                                                      |                                                      |                                                      |                                                      |                                                      |                                                      |                                                      |                                                      |                                                      |                                                      |                                                      |                                                      |                                                      |                                                      |                                                      |                                                      |                                                      |                                                      |                                                      |                                                      |                                                      |                                                      |                                                      |
| 35001–35100 Danh sách các tiểu hành tinh/35001–35100 | 35001–35100 Danh sách các tiểu hành tinh/35001–35100 | 35001–35100 Danh sách các tiểu hành tinh/35001–35100 | 35001–35100 Danh sách các tiểu hành tinh/35001–35100 | 35001–35100 Danh sách các tiểu hành tinh/35001–35100 | 35101–35200 Danh sách các tiểu hành tinh/35101–35200 | 35101–35200 Danh sách các tiểu hành tinh/35101–35200 | 35101–35200 Danh sách các tiểu hành tinh/35101–35200 | 35101–35200 Danh sách các tiểu hành tinh/35101–35200 | 35101–35200 Danh sách các tiểu hành tinh/35101–35200 | 35201–35300 Danh sách các tiểu hành tinh/35201–35300 | 35201–35300 Danh sách các tiểu hành tinh/35201–35300 | 35201–35300 Danh sách các tiểu hành tinh/35201–35300 | 35201–35300 Danh sách các tiểu hành tinh/35201–35300 | 35201–35300 Danh sách các tiểu hành tinh/35201–35300 | 35301–35400 Danh sách các tiểu hành tinh/35301–35400 | 35301–35400 Danh sách các tiểu hành tinh/35301–35400 | 35301–35400 Danh sách các tiểu hành tinh/35301–35400 | 35301–35400 Danh sách các tiểu hành tinh/35301–35400 | 35301–35400 Danh sách các tiểu hành tinh/35301–35400 | 35401–35500 Danh sách các tiểu hành tinh/35401–35500 | 35401–35500 Danh sách các tiểu hành tinh/35401–35500 | 35401–35500 Danh sách các tiểu hành tinh/35401–35500 | 35401–35500 Danh sách các tiểu hành tinh/35401–35500 | 35401–35500 Danh sách các tiểu hành tinh/35401–35500 | 35501–35600 Danh sách các tiểu hành tinh/35501–35600 | 35501–35600 Danh sách các tiểu hành tinh/35501–35600 | 35501–35600 Danh sách các tiểu hành tinh/35501–35600 | 35501–35600 Danh sách các tiểu hành tinh/35501–35600 | 35501–35600 Danh sách các tiểu hành tinh/35501–35600 | 35601–35700 Danh sách các tiểu hành tinh/35601–35700 | 35601–35700 Danh sách các tiểu hành tinh/35601–35700 | 35601–35700 Danh sách các tiểu hành tinh/35601–35700 | 35601–35700 Danh sách các tiểu hành tinh/35601–35700 | 35601–35700 Danh sách các tiểu hành tinh/35601–35700 | 35701–35800 Danh sách các tiểu hành tinh/35701–35800 | 35701–35800 Danh sách các tiểu hành tinh/35701–35800 | 35701–35800 Danh sách các tiểu hành tinh/35701–35800 | 35701–35800 Danh sách các tiểu hành tinh/35701–35800 | 35701–35800 Danh sách các tiểu hành tinh/35701–35800 | 35801–35900 Danh sách các tiểu hành tinh/35801–35900 | 35801–35900 Danh sách các tiểu hành tinh/35801–35900 | 35801–35900 Danh sách các tiểu hành tinh/35801–35900 | 35801–35900 Danh sách các tiểu hành tinh/35801–35900 | 35801–35900 Danh sách các tiểu hành tinh/35801–35900 | 35901–36000 Danh sách các tiểu hành tinh/35901–36000 | 35901–36000 Danh sách các tiểu hành tinh/35901–36000 | 35901–36000 Danh sách các tiểu hành tinh/35901–36000 | 35901–36000 Danh sách các tiểu hành tinh/35901–36000 | 35901–36000 Danh sách các tiểu hành tinh/35901–36000 |
| ---------------------------------------------------- | ---------------------------------------------------- | ---------------------------------------------------- | ---------------------------------------------------- | ---------------------------------------------------- | ---------------------------------------------------- | ---------------------------------------------------- | ---------------------------------------------------- | ---------------------------------------------------- | ---------------------------------------------------- | ---------------------------------------------------- | ---------------------------------------------------- | ---------------------------------------------------- | ---------------------------------------------------- | ---------------------------------------------------- | ---------------------------------------------------- | ---------------------------------------------------- | ---------------------------------------------------- | ---------------------------------------------------- | ---------------------------------------------------- | ---------------------------------------------------- | ---------------------------------------------------- | ---------------------------------------------------- | ---------------------------------------------------- | ---------------------------------------------------- | ---------------------------------------------------- | ---------------------------------------------------- | ---------------------------------------------------- | ---------------------------------------------------- | ---------------------------------------------------- | ---------------------------------------------------- | ---------------------------------------------------- | ---------------------------------------------------- | ---------------------------------------------------- | ---------------------------------------------------- | ---------------------------------------------------- | ---------------------------------------------------- | ---------------------------------------------------- | ---------------------------------------------------- | ---------------------------------------------------- | ---------------------------------------------------- | ---------------------------------------------------- | ---------------------------------------------------- | ---------------------------------------------------- | ---------------------------------------------------- | ---------------------------------------------------- | ---------------------------------------------------- | ---------------------------------------------------- | ---------------------------------------------------- | ---------------------------------------------------- |